# Брусяны
Брусяны — село в Ставропольском районе Самарской области. Административно входит в сельское поселение Большая Рязань.

## География
Село находится на юге Самарской Луки, на берегу Волги. Связано автомобильной дорогой с Большой и Малой Рязанью.

## История
Село основано в первой половине XVII века.
В 1780 году существовало три одноимённых селений: село Козмодемьянское Брусяна тож, при реке Брусяне, деревня Брусяна и село Веденское Брусяны тож, при колодезях, относились к Самарскому уезду Симбирского наместничества.
В 1796 году — в Самарском уезде Симбирской губернии.
К 1859 году в сельце Брусяна в 173 дворах жило: 508 мужчин и 609 женщин, есть часовня. которое входило в 1-й стан Сызранского уезда Симбирской губернии.
В 1885 году в с. Брусьяне прихожанами был построен каменный храм. Престол в нём во имя свв. бессребреников и чудотворцев Космы и Демьяна.

## Население
| 2010 |
| ---- |
| 117  |

- Брусяны — родина Василия Григорьевича Алферова (1899—1988), журналист, редактор, поэт, прозаик, публицист. Его песни пели Людмила Зыкина и хор им. Пятницкого[6].

## Достопримечательности

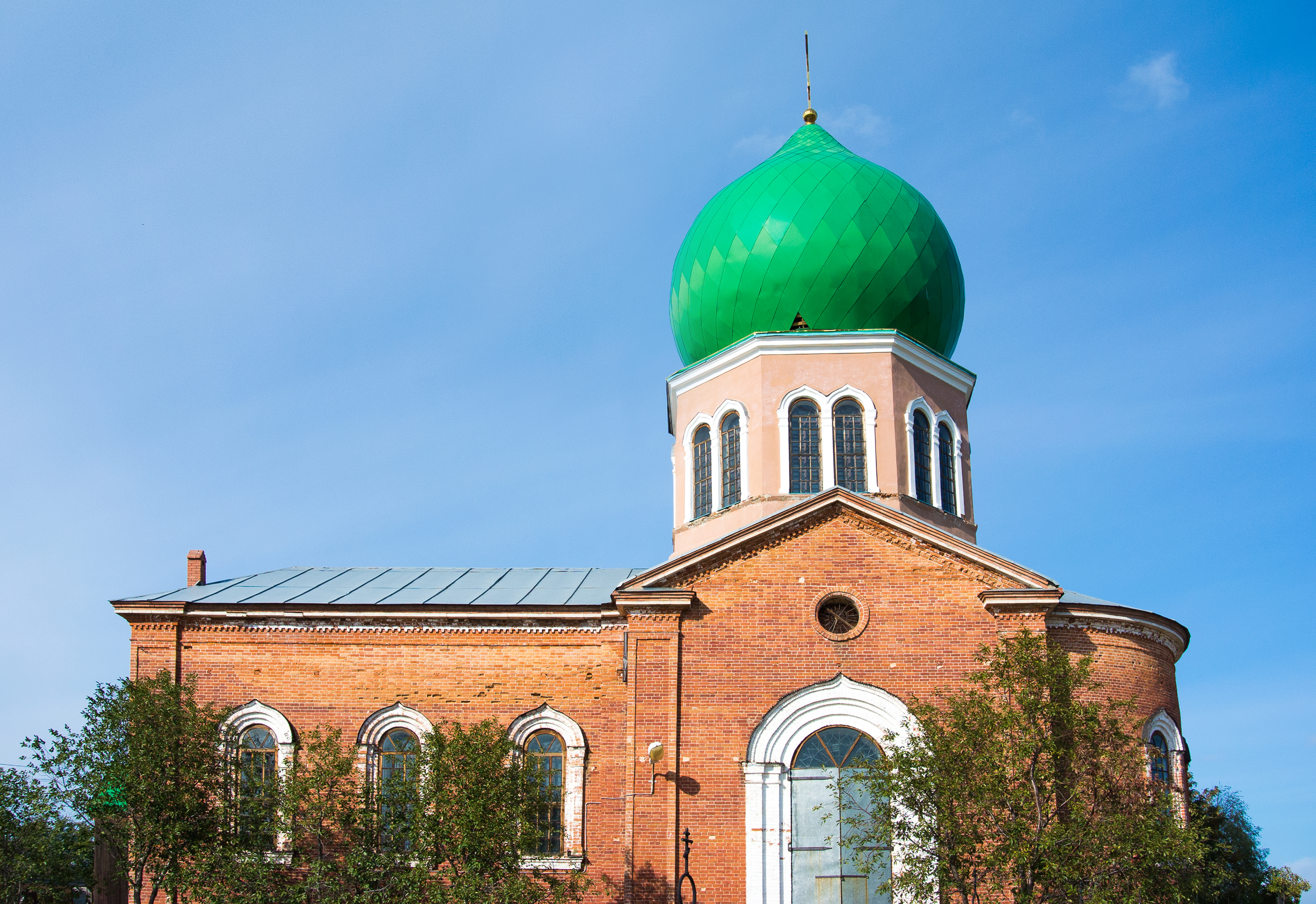
Храм святых бессребреников и чудотворцев Косьмы и Дамиана

- Памятник павшим в годы Великой Отечественной войны сельчанам[6].
- Православный храм святых бессребреников и чудотворцев Косьмы и Дамиана[6].